# Suzanne (Ardennes)
Suzanne ist eine französische Gemeinde mit 56 Einwohnern (Stand: 1. Januar 2022) im Département Ardennes in der Region Grand Est (bis 2015 Champagne-Ardenne). Sie gehört zum Arrondissement Vouziers, zum Kanton Attigny sowie zum Gemeindeverband Crêtes Préardennaises.

## Geographie
Suzanne liegt am Fluss Saint-Lambert.
Nachbargemeinden sind Tourteron im Norden, La Sabotterie im Nordosten, Lametz im Osten, Saint-Lambert-et-Mont-de-Jeux im Süden, Charbogne im Westen sowie Écordal im Nordwesten.

## Bevölkerungsentwicklung
| Jahr                       | 1962 | 1968 | 1975 | 1982 | 1990 | 1999 | 2004 | 2009 | 2019 |
| Einwohner                  | 112  | 113  | 95   | 72   | 60   | 61   | 56   | 66   | 61   |
| Quellen: Cassini und INSEE |      |      |      |      |      |      |      |      |      |

## Sehenswürdigkeiten

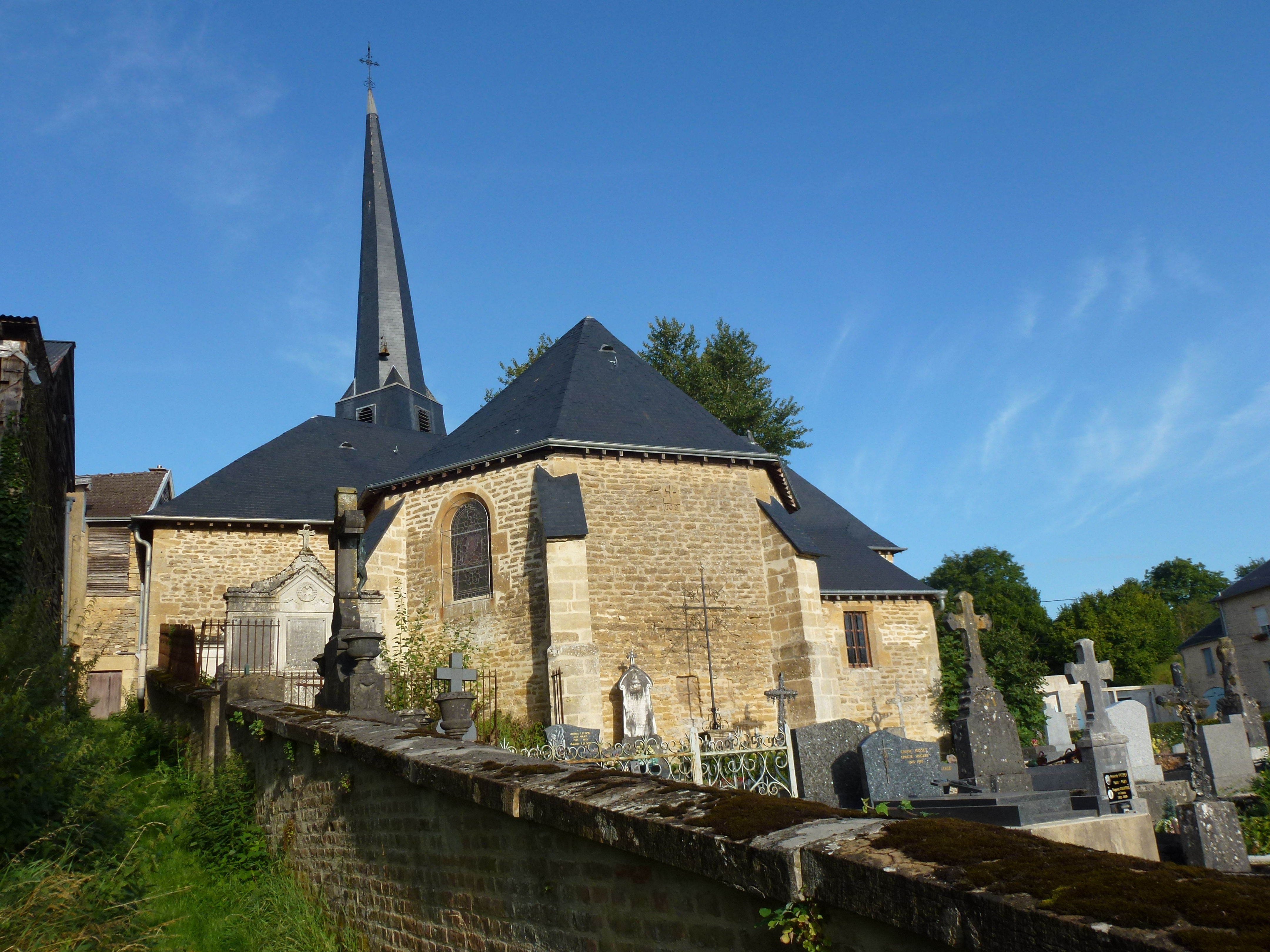
Kirche Saint-Barthélémy

- Kirche Saint-Barthélémy